# 李銳 (正德進士)
李銳，江西安福人，明朝政治人物、進士出身。

## 生平
正德九年（1514年）甲戌科進士；同年升任刑部郎中、担任泉州府知府。